# فاكوندو يسكانو
فاكوندو يسكانو (بالإسبانية: Facundo Lescano)‏ (16 أغسطس 1996 بمرسيدس، مقاطعة بوينس آيرس في الأرجنتين - ) هو لاعب كرة قدم أرجنتيني في مركز الهجوم. لعب مع نادي تورينو ونادي جنوى وAS Melfi ‏ وASD Martina Calcio 1947 ‏.

## وصلات خارجية
- فاكوندو يسكانو على موقع قاعدة بيانات كرة القدم.إي يو (الإنجليزية)
- فاكوندو يسكانو على موقع Soccerway.com (الإنجليزية)
- فاكوندو يسكانو على موقع AS.com (الإسبانية)